# Уфа-2
«Уфа́-2» (баш. «Өфө-2») — российский футбольный клуб из Уфы, фарм-клуб ФК «Уфа».
В сезонах 2018/19 и 2019/20 принимал участие в Первенстве ПФЛ.

## История
В 2011—2014 годах команда «Уфа-2» параллельно с участием во внутриреспубликанских соревнованиях (в 2012 и 2013 годах выигрывала кубок Башкортостана, а также занимала 2-е (2013) и 3-е (2012) места в чемпионате республики) принимала участие в первенстве России среди любительских футбольных клубов в зоне «Урал и Западная Сибирь» (в сезонах 2012/13 и 2013 под названием «Уфа»-Д).
После выхода в 2014 году главной команды в РПЛ (высший дивизион чемпионата России) появилась информация о возможном участии второй команды во втором дивизионе, однако в итоге этого не случилось, и вторая команда преобразовалась в молодёжную команду, участвующую в молодёжном первенстве клубов РПЛ.
В апреле 2018 года стало известно о принятии решения по созданию фарм-клуба «Уфы», который должен заявиться в Первенство ПФЛ. Основу «Уфы-2» составили футболисты молодёжной команды. Команда «Уфа-2» была включена в состав команд-участниц Первенства ПФЛ сезона 2018/19 годов в зону «Урал-Приволжье».
В сезоне 2020/21 Первенства ПФЛ команда участия не принимала.

## Статистика выступлений
| Год     | Дивизион/Лига                              | Зона/Группа            | Место    | И  | В  | Н  | П  | М     | Примечание                                                |  |
| ------- | ------------------------------------------ | ---------------------- | -------- | -- | -- | -- | -- | ----- | --------------------------------------------------------- |  |
| 2011/12 | Первенство России среди ЛФК (III дивизион) | Урал и Западная Сибирь | 10 из 12 | 33 | 6  | 16 | 22 | 40-54 |                                                           |  |
| 2012/13 | Первенство России среди ЛФК (III дивизион) | Урал и Западная Сибирь | 5 из 11  | 20 | 10 | 1  | 9  | 37-35 |                                                           |  |
| 2013    | Первенство России среди ЛФК (III дивизион) | Урал и Западная Сибирь | 5 из 10  | 9  | 4  | 2  | 3  | 22-13 |                                                           |  |
| 2014    | Первенство России среди ЛФК (III дивизион) | Урал и Западная Сибирь | 10 из 13 | 24 | 7  | 1  | 16 | 26-51 |                                                           |  |
|         |                                            |                        |          |    |    |    |    |       |                                                           |  |
| 2018/19 | Первенство ПФЛ                             | Урал-Приволжье         | 8 из 11  | 24 | 4  | 6  | 14 | 23-44 | Первенство проходило в 2 этапа                            |  |
| 2019/20 | Первенство ПФЛ                             | Урал-Приволжье         | 12 из 12 | 17 | 1  | 3  | 13 | 17-39 | Первенство завершено досрочно из-за пандемии коронавируса |  |

1. ↑  На втором этапе учитывалась часть матчей первого этапа. Приведены суммарные показатели в сыгранных матчах.